# Elaphria miochroa
Elaphria miochroa är en fjärilsart som beskrevs av Jones 1908. Elaphria miochroa ingår i släktet Elaphria och familjen nattflyn. Inga underarter finns listade i Catalogue of Life.